# João Pinto (ur. 1961)
João Pinto, właśc. João Domingos da Silva Pinto (ur. 21 listopada 1961 w Vila Nova de Gaia) – portugalski piłkarz grający na pozycji prawego obrońcy.

## Kariera klubowa
João Pinto karierę piłkarską rozpoczął w jednym z czołowych klubów Portugalii, FC Porto. W 1981 roku został włączony przez trenera Hermanna Stessla do kadry pierwszej drużyny i w sezonie 1981/1982 zadebiutował w portugalskiej Primeira Divisão. Już w sezonie 1982/1983 stał się członkiem wyjściowego składu Porto i wtedy też został wicemistrzem Portugalii. W 1984 roku także był z Porto drugi w lidze, zdobył Puchar Portugalii oraz wystąpił w finale Pucharu Zdobywców Pucharów, przegranym przez Porto 1:2 z Juventusem. Z kolei w 1985 i 1986 roku wywalczył swoje dwa pierwsze tytuły mistrza kraju. W 1987 roku jako kapitan, w zastępstwie kontuzjowanego Fernanda Gomesa, doprowadził Porto do zwycięstwa 2:1 nad Bayernem Monachium w finale Pucharu Mistrzów. Kolejne sukcesy ze „Smokami” osiągał zarówno z trenerem Tomislavem Iviciem, jak i za ponownej kadencji Artura Jorge. W 1988 roku sięgnął po dublet, w 1990 roku po mistrzostwo, a w 1991 Puchar Portugalii. Za czasów trenerskich kolejnych szkoleniowców, takich jak: Carlos Alberto Silva, Bobby Robson i António Oliveira sześciokrotnie zostawał mistrzem kraju (1992–1993 i 1995–1999) oraz jeden raz w 1994 roku zdobył krajowy puchar. W 1997 roku zdecydował się zakończyć piłkarską karierę. Liczył sobie wówczas 36 lat, a w barwach Porto rozegrał 407 ligowych meczów i strzelił 17 goli. Po zakończeniu kariery został trenerem młodzieży w tym klubie.
| Sezon   | Klub     | Kraj       | Rozgrywki        | Mecze | Bramki |
| ------- | -------- | ---------- | ---------------- | ----- | ------ |
| 1981/82 | FC Porto | Portugalia | Primeira Divisão | 7     | 0      |
| 1982/83 | FC Porto | Portugalia | Primeira Divisão | 23    | 0      |
| 1983/84 | FC Porto | Portugalia | Primeira Divisão | 26    | 0      |
| 1984/85 | FC Porto | Portugalia | Primeira Divisão | 30    | 0      |
| 1985/86 | FC Porto | Portugalia | Primeira Divisão | 18    | 1      |
| 1986/87 | FC Porto | Portugalia | Primeira Divisão | 29    | 3      |
| 1987/88 | FC Porto | Portugalia | Primeira Divisão | 34    | 1      |
| 1988/89 | FC Porto | Portugalia | Primeira Divisão | 35    | 1      |
| 1989/90 | FC Porto | Portugalia | Primeira Divisão | 30    | 0      |
| 1990/91 | FC Porto | Portugalia | Primeira Divisão | 29    | 0      |
| 1991/92 | FC Porto | Portugalia | Primeira Divisão | 33    | 8      |
| 1992/93 | FC Porto | Portugalia | Primeira Divisão | 25    | 2      |
| 1993/94 | FC Porto | Portugalia | Primeira Divisão | 31    | 1      |
| 1994/95 | FC Porto | Portugalia | Primeira Divisão | 31    | 0      |
| 1995/96 | FC Porto | Portugalia | Primeira Divisão | 13    | 0      |
| 1996/97 | FC Porto | Portugalia | Primeira Divisão | 13    | 0      |

## Kariera reprezentacyjna
W reprezentacji Portugalii João Pinto zadebiutował 16 lutego 1983 roku w przegranym 0:3 towarzyskim meczu z Francją. W 1984 roku selekcjoner reprezentacji Fernando Cabrita powołał go do kadry na mistrzostwa Europy 1984. Tam João był podstawowym zawodnikiem i zaliczył cztery spotkania: grupowe z RFN (0:0), z Hiszpanią (1:1) i z Rumunią (1:0) oraz w półfinale z Francją (2:3 po dogrywce). W 1986 roku Pinto znalazł się w drużynie mistrzostwa świata w Meksyku. Był jednak tylko rezerwowym i nie zaliczył żadnego spotkania. W 1996 roku zakończył reprezentacyjną karierę. W drużynie narodowej wystąpił łącznie 70 razy i strzelił jedną bramkę.